# Duet (album de Chick Corea et Hiromi)
Pour les articles homonymes, voir Duet.
Duet est un album des pianistes de jazz Chick Corea et Hiromi sorti en 2008. 

## Présentation de l'album
C'est un double CD enregistré lors de trois concerts au Blue Note Tokyo en septembre 2007.
Les notes du CD indiquent que Chick Corea et Hiromi ont joué pour la première fois ensemble en 1996, alors qu'Hiromi n'avait que 17 ans, Corea faisait une tournée au Japon et leur rencontre fut improvisée. Dix ans plus tard ils ont joué ensemble au Tokyo Jazz Festival. Chick a proposé qu'ils enregistrent un album ensemble, cette collaboration s'est faite en 2007 lors de trois concerts au Blue Note de Tokyo.

## Liste des titres

### Disque 1
| No | Titre            | Musique                                  | Durée |
| -- | ---------------- | ---------------------------------------- | ----- |
| 1. | Very Early       | Bill Evans                               | 9:15  |
| 2. | How Insensitive  | Vinícius de Moraes, Antônio Carlos Jobim | 7:38  |
| 3. | Déjà Vu          | Hiromi Uehara                            | 9:02  |
| 4. | Fool on the Hill | John Lennon, Paul McCartney              | 6:47  |
| 5. | Humpty Dumpty    | Chick Corea                              | 7:51  |
| 6. | Bolivar Blues    | Thelonious Monk                          | 8:45  |

### Disque 2
| No | Titre                                              | Musique                                       | Durée |
| -- | -------------------------------------------------- | --------------------------------------------- | ----- |
| 1. | Windows                                            | Chick Corea                                   | 7:46  |
| 2. | Old Castle, By the River, Inthe Middle of a Forest | Hiromi Uehara                                 | 14:58 |
| 3. | Summertime                                         | George Gershwin, Ira Gershwin, DuBose Heyward | 8:51  |
| 4. | Place to Be                                        | Hiromi Uehara                                 | 8:13  |
| 5. | Do Mo (Children's Song #12)                        | Chick Corea                                   | 13:02 |
| 6. | Concierto de Aranjuez/Spain                        | Joaquín Rodrigo/Chick Corea                   | 12:11 |

## Musiciens
- Hiromi Uehara - Piano
- Chick Corea - Piano